# Chrysococcyx basalis
Chrysococcyx basalis là một loài chim trong họ Cuculidae.

## Hình ảnh

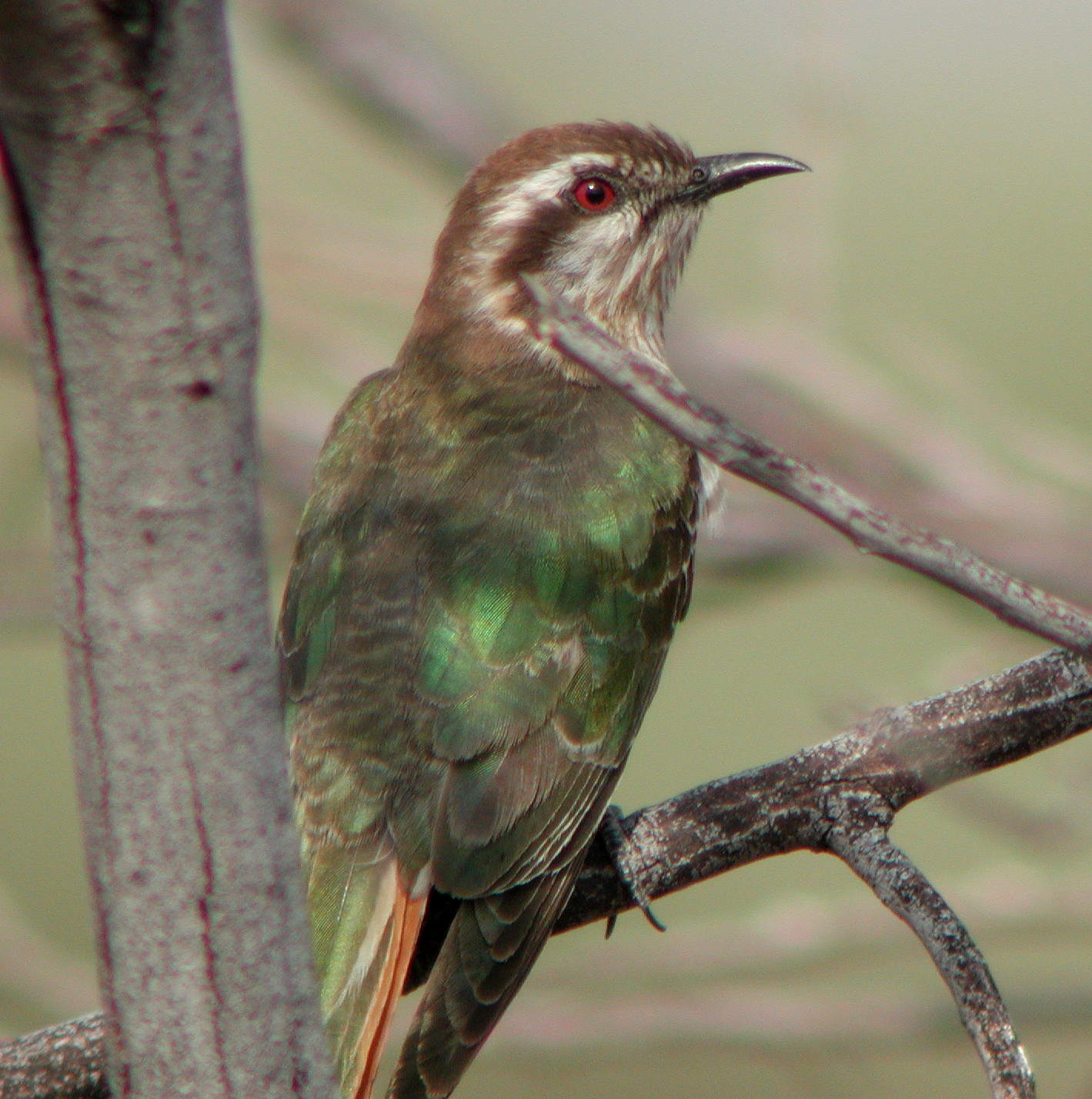